# Лисовский, Николай Михайлович
Николай Михайлович Лисовский (1 [13] января 1854, Москва — 19 сентября 1920, Москва) — русский библиограф
, книговед, профессор Московского университета. Тайный советник.

## Биография
Родился 1 (13) января 1854 года. В 1874—1875 годах учился в Санкт-Петербургском земледельческом институте.
В марте 1879 года поступил на службу гражданским чиновником в канцелярию Военного министерства — делопроизводителем по артиллерийским и инженерным делам; спустя два года получил первый классный чин. Служил в военном ведомстве до 1914 года; 2 апреля 1906 года был произведён в действительные статские советники, в 1913 года получил чин тайного советника. Был награждён орденами: Св. Станислава 2-й ст. (1896), Св. Анны 2-й ст. (1899), Св. Владимира 4-й ст (1901). Также, в 1879—1881 годах он учился по классу пения в Санкт-Петербургской консерватории и, одновременно, читал в ней лекции по истории музыки (1880—1881).
В 1881—1882 годах редактировал журнал «Российская библиография», а в 1884—1894 годах был фактическим редактором-издателем журнала «Библиограф». В 1880-х годах он был  постоянным театральным и музыкальным критиком в газетах «Театр», «Зритель», журнале «Всемирная иллюстрация» и др. 
В 1894 году издал первый выпуск ценного библиографического труда «Русская периодическая печать, 1703—1894 гг.» (затем были выпущены ещё 3 выпуска: вып. 1–4, 1895—1915).
В 1895 году для первой Всероссийской выставки печатного дела Лисовский составил две обширных таблицы в красках, показывающие рост и состояние прессы Российской империи конца XIX века; предложил первую программу статистического исследования книжного дела, выступил инициатором создания специального государственного органа библиографической регистраии и статистического учёта печатной продукции — Книжной палаты, которая и была образована при его участии в 1917 году. Он также предложил печатать на обороте титульного листа книги её библиографическое описание («каталогизация в издании»), что закладывало основы единообразной стандартной формы описания произведений печати и централизованной каталогизации (которая и получила широкое применение: используется Библиотекой Конгресса США с 1971, в России — с 1984 года). Н. М. Лисовский первым предложил ввести стандартизацию в бумажное производство, указал на необходимость единого размера печатного листа. 
С 1913 года Лисовский, приват-доцент в Санкт-Петербургском университете, где в 1914 году начал читать лекции по впервые введенному систематическому курсу книговедения (заменив и уточнив, принятый ранее термин «библиология»). Под книговедением Лисовский понимал:

научную дисциплину, которая, на почве объединения различных познаний о книге, изучает её эволюцию во всех отношениях.— Памяти библиографа // Список указателей к русским повременным изданиям / А. С. Поляков. - Л.: Колос, 1925.
В 1916–1919 годах — профессор кафедры русского языка и русской литературы историко-филологического факультета Московского университета, где читал курс книговедения. В 1917 году он также читал лекции в Московском городском народном университете им. А. Л. Шанявского.

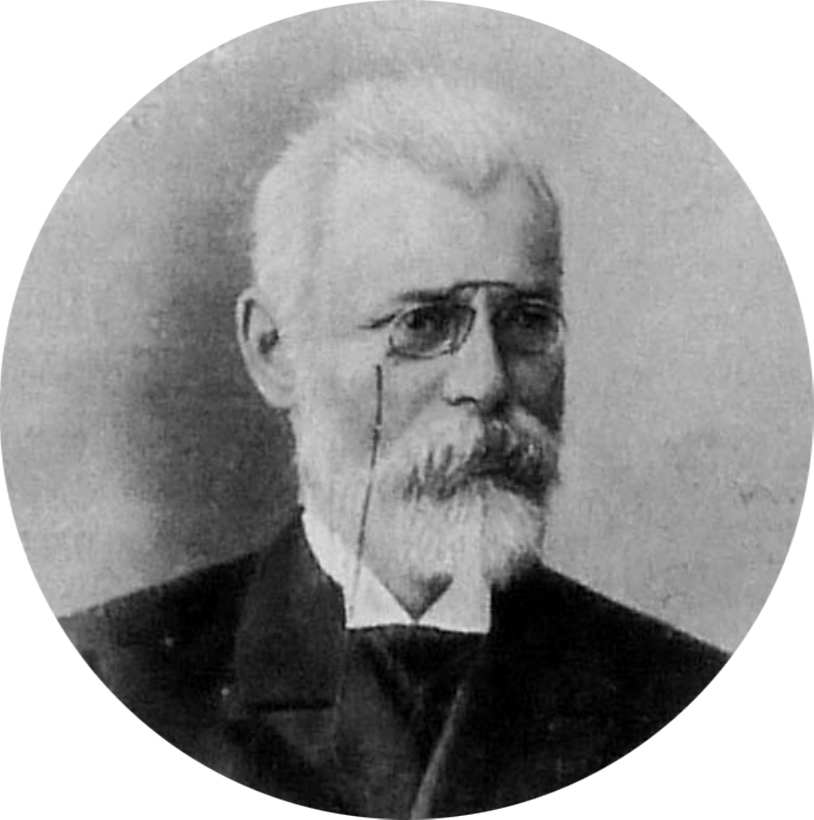
Н. М. Лисовский

В 1920 году был председателем Русского библиографического общества.
Написал ряд статей для «словаря Брокгауза и Ефрона» и «Русского биографического словаря». Лисовский также один из авторов НЭС, где поместил статьи: «Книга», «Книговедение», «Книжная торговля» и другие по сходной тематике.
Был крупным библиографом театра. В числе библиографических работ Лисовского по театру: «Обозрение литературы по театру и музыке», «Указатель произведений А. Н. Серова и литературы о нём», «Антон Григорьевич Рубинштейн: Пятьдесят лет его муз. деятельности. 11 июля 1839 — 18 нояб. 1889» (СПб.: тип. Ю.Н. Эрлих, 1889) и др.
Им были составлены: Музыкальный календарь-альманах и справочная книжка на 1890 год и на 1891 год, Музыкальные альманахи XVIII столетия (СПб.: тип. И. Габермана, 1882.), Список указателей к русским периодическим изданиям XVIII-XIX ст. (СПб.: типо-лит. А.Э. Винеке, 1903), Краткий очерк столетней деятельности типографии Глазуновых в связи с развитием их книгоиздательства. 1803—1903 (СПб.: Тип. Глазунова, 1903. — X, 210 с., [18] л. ил., портр., факс. : ил., табл.).
После его смерти, наступившей 19 сентября 1920 года, составленная им театральная библиография, при содействии А. С. Полякова была приобретена Библиотекой русской драмы.